# Le Splendid
Le Splendid ist ein Cafétheater in Paris, das in der Passage d’Odessa 18, im Quartier du Montparnasse im 14. Arrondissement (Paris) direkt gegenüber dem Vrai Chic parisien gegründet wurde, wo Coluche sich nach seinem Weggang vom Café de la Gare eingerichtet hatte. Der Splendid zog später in die Rue des Lombards 10 im 4. Arrondissement (Paris) in den rückwärtigen Saal eines Bistrots.
Die Truppe des Splendid wurde 1974 von einem Autoren- und Schauspieler-Kollektiv gegründet, zu dem Christian Clavier, Michel Blanc, Gérard Jugnot, Thierry Lhermitte, Josiane Balasko (die Valérie Mairesse ersetzte), Marie-Anne Chazel et Bruno Moynot gehörten. 1981 zog das Theater in die Rue du Faubourg-Saint-Martin und benannte sich in „Le Splendid Saint-Martin“ um.
Musiker, die in dem Cafétheater spielten, gründeten 1977 das Grand Orchestre du Splendid, das seinerseits Erfolge feiern konnte.

## Geschichte

### Vorgeschichte
Die Gründungsmitglieder Christian Clavier, Michel Blanc, Gérard Jugnot und Thierry Lhermitte waren vier Jugendfreunde, die sich Lycée Pasteur in Neuilly-sur-Seine kennengelernt hatten.

### Die Gründung des Theaters Le Splendid

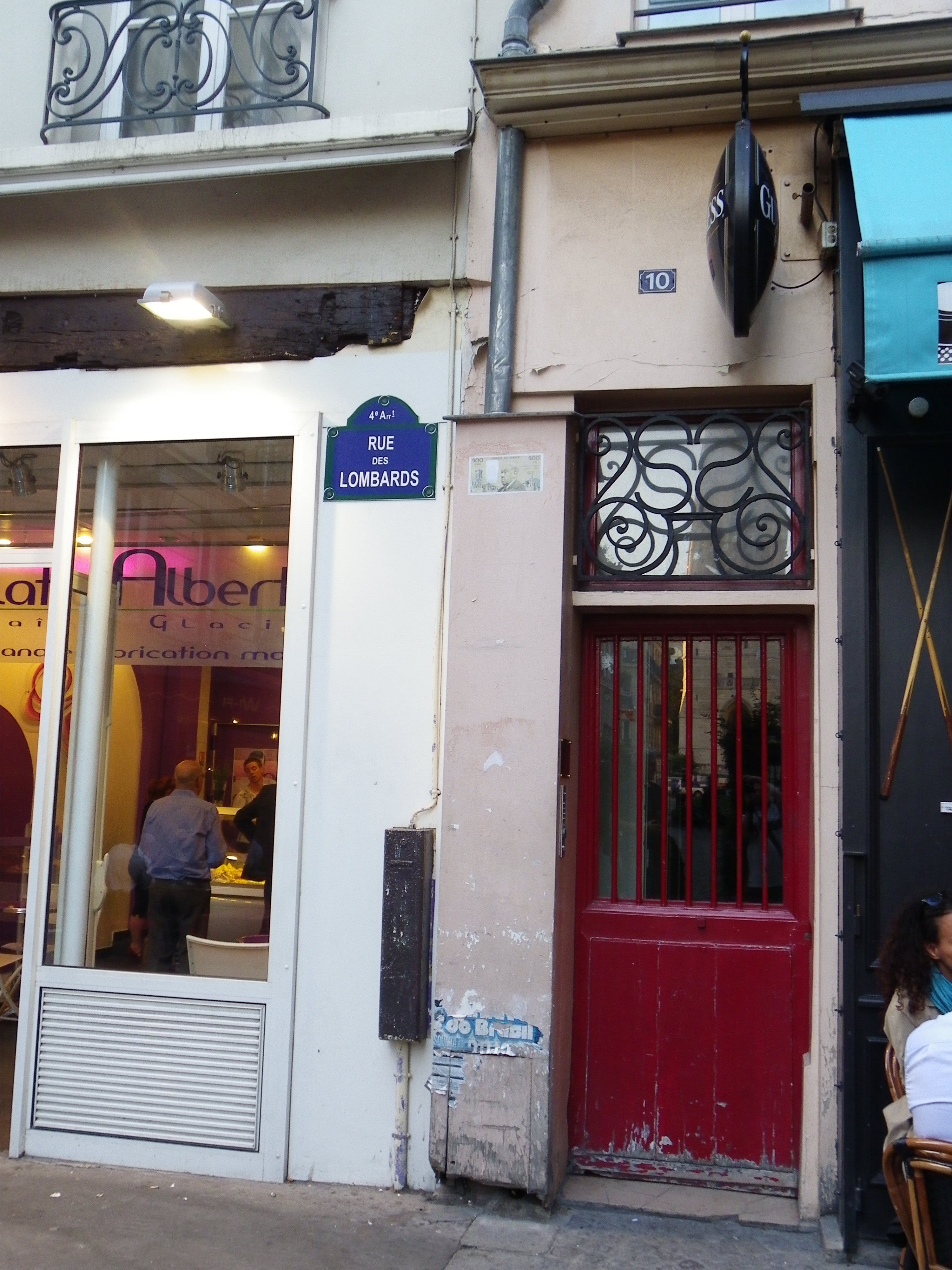
Die Nummer 10 der Rue des Lombard.

Nachdem sie zunächst ein heruntergekommenes altes Café in der Rue d’Odessa 18 genutzt hatte, das für ihre Aufführungen zu klein war, beschloss die Truppe 1975, sich an der Theatergründung des Café de la Gare durch Romain Bouteille, Patrick Dewaere, Coluche, Miou-Miou und Henri Guybet zu orientieren und ihr eigenes Theater zu etablieren.
Die Truppe übernahm dafür ein Lokal im Herzen von Paris im Quartier des Halles in der Rue des Lombards 10. Die Truppe renovierte das Lokal, riss Innenwände ab und richtete das Lokal so ein, dass das Theater bei seiner Eröffnung offiziell 100 Personen empfangen konnte. Der Erfolg des Theaters wie des Cafétheaters überhaupt war in Paris wie überall in Frankreich erheblich. Bald fehlte es an Platz. Außerdem wurden die Normen für öffentlich zugängliche Einrichtungen deutlich schärfer, als sie es Anfang der 1970er Jahre gewesen waren. Daher zog das Theater 1981 erneut um.

### Das Theater des Splendid Saint-Martin

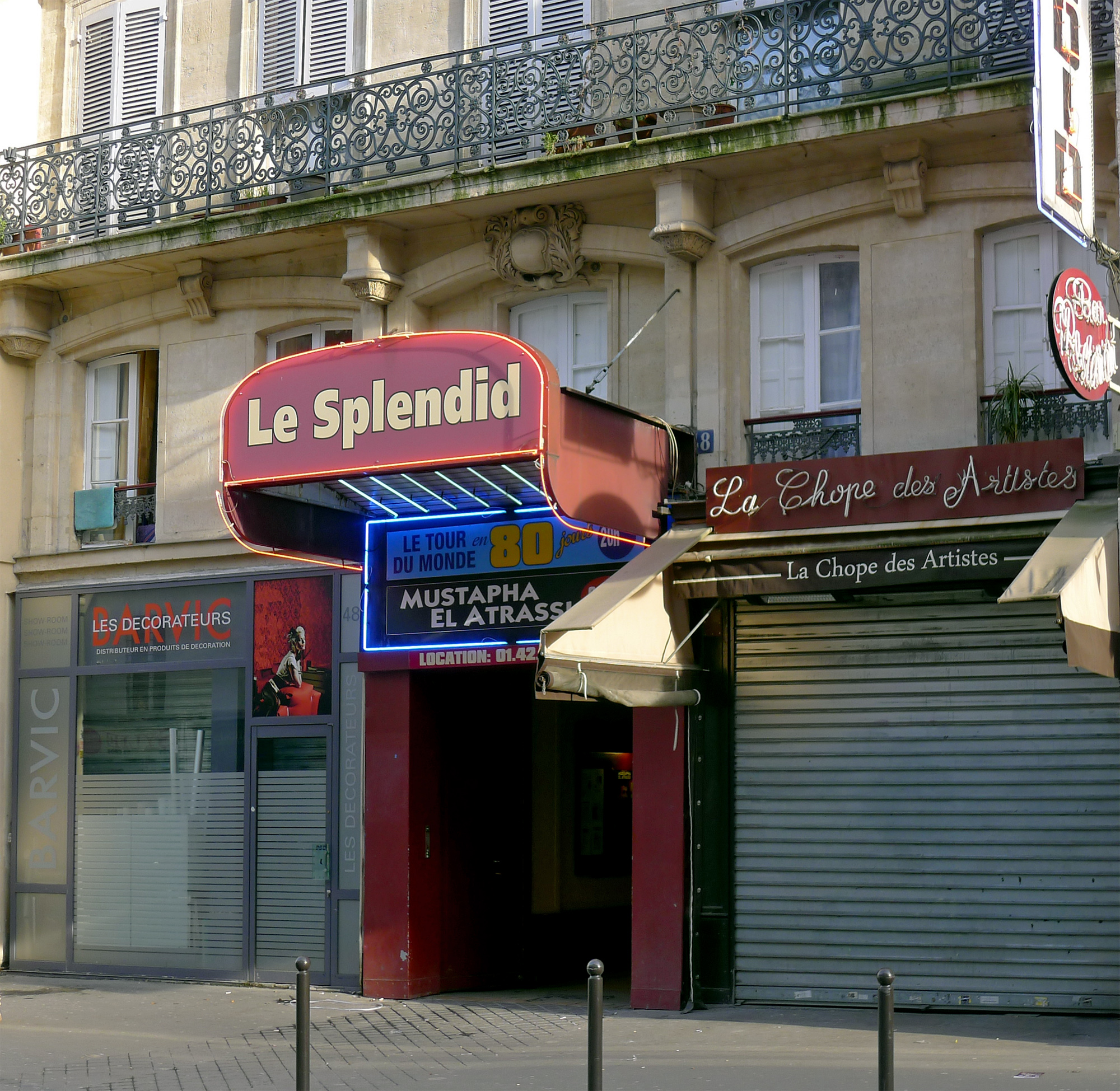
Le Splendid 2014, Rue du Faubourg-Saint-Martin.

In dem Wunsch, in ein größeres Haus umzuziehen, erwarb die Truppe des Splendid ein ehemaliges Pornokino, das sie in einer kleinen Anzeige entdeckt hatte. 
Der Saal war am 17. Oktober 1896 unter dem Namen Fantaisies Saint-Martin als Quartiertheater eingerichtet worden und 1907 ein Café-concert mit dem Namen Casino Saint-Martin geworden, in dem auch Mistinguett und vor allem der junge Maurice Chevalier ihre Karrieren begonnen hatten. Das Café-concert kam jedoch aus der Mode, und trotz seines guten Rufes wurde auch das Casino Saint-Martin wie praktisch alle kleinen Lokale dieser Art zu einem Kino umfunktioniert. Es wurde nun in Saint-Martin 48 umbenannt, bevor es wieder zu seinem alten Namen zurückkehrte. Das Kino zeigte in den 1970er Jahren das sich in dieser Zeit entwickelnde Genre des erotischen oder pornographischen Films. 
Am 8. Oktober 1981 eröffnete schließlich die Truppe des Splendid ihr Theater in dem Lokal mit dem Stück Enfin seul! von Gérard Jugnot.

## Stücke des Splendid
- La concierge est tombée dans l’escalier
- Non, Georges pas ici
- Je vais craquer (1980 für das Kino verfilmt)
- Ma tête est malade
- Le Pot de terre contre le pot de vin
- Bunny’s Bar ou les hommes préfèrent les grosses (1981 verfilmt unter dem Titel Les hommes préfèrent les grosses)
- Amours, coquillages et crustacés (1978 unter dem Titel Les Bronzés für das Kino verfilmt)
- Le père Noël est une ordure (1982 für das Kino verfilmt)
- Papy fait de la Résistance (1983 verfilmt)
- Nuit d’Ivresse (1985) von Josiane Balasko (1986 verfilmt)